# أيومي إندو
أيومي إندو (باليابانية: 遠藤あゆみ؛ بالكانا: えんどう あゆみ) هي ممثلة يابانية، ولدت في 9 أكتوبر 1975 في طوكيو في اليابان.